# Championnats d'Amérique du Sud juniors d'athlétisme 1999
Navigation
Championnats d'Amérique du Sud juniors 1998 Championnats d'Amérique du Sud juniors 2000
La 31e édition des Championnats d'Amérique du Sud juniors d'athlétisme se sont déroulés à Concepción au Chili les 22 et 23 octobre 1999.

## Résultats

### Hommes
| Épreuves              | Or                          | Or             | Argent                             | Argent         | Bronze                      | Bronze         |
| --------------------- | --------------------------- | -------------- | ---------------------------------- | -------------- | --------------------------- | -------------- |
| 100 mètres            | Jarbas Mascarenhas Brésil   | 10 s 46        | Matías Fayos Argentine             | 10 s 58        | Helly Ollarves Venezuela    | 10 s 67        |
| 200 mètres            | Jorge Maidana Argentine     | 21 s 47        | Matías Fayos Argentine             | 21 s 50        | Jagnner Palacios Colombie   | 21 s 58        |
| 400 mètres            | William Hernández Venezuela | 47 s 28        | Jorge Maidana Argentine            | 48 s 10        | Guillermo Mayer Chili       | 48 s 24        |
| 800 mètres            | Jonathan Palma Venezuela    | 1 min 51 s 36  | David Tapia Argentine              | 1 min 51 s 79  | Carlos da Silva Brésil      | 1 min 52 s 18  |
| 1 500 mètres          | Glauco da Silva Brésil      | 3 min 53 s 67  | Sebastián González Cabot Argentine | 3 min 54 s 95  | Thiago Cecatto Brésil       | 3 min 56 s 26  |
| 5 000 mètres          | Jonathan Matos Brésil       | 14 min 46 s 34 | Osmário Reis Brésil                | 14 min 47 s 65 | Ricardo Franzón Argentine   | 14 min 49 s 85 |
| 10 000 mètres         | Jonathan Matos Brésil       | 30 min 23 s 08 | Osmário Reis Brésil                | 30 min 33 s 16 | Pablo Gardiol Uruguay       | 31 min 19 s 16 |
| 3 000 mètres steeple  | José Correa Argentine       | 9 min 13 s 63  | Mariano Mastromarino Argentine     | 9 min 14 s 94  | Jonathan Matos Brésil       | 9 min 16 s 01  |
| 110 mètres haies      | Jackson Quiñónez Équateur   | 14 s 26        | Adriano de Oliveira Brésil         | 14 s 29        | Jorge Chaverra Colombie     | 14 s 59        |
| 400 mètres haies      | Jorge Chaverra Colombie     | 51 s 43        | Gabriel Heredia Argentine          | 52 s 67        | Xavier Caicedo Équateur     | 53 s 23        |
| Saut en hauteur       | Jessé de Lima Brésil        | 2,09 m         | Jackson Quiñónez Équateur          | 2,06 m         | Cristian Onzari Argentine   | 2,03 m         |
| Saut à la perche      | Jorge Naranjo Chili         | 4,80 m         | José Francisco Nava Chili          | 4,75 m         | Fábio da Silva Brésil       | 4,75 m         |
| Saut en longueur      | Jadel Gregório Brésil       | 7,36 m         | Adriano de Oliveira Brésil         | 7,30 m w       | Eduardo Tagle Chili         | 7,20 m         |
| Triple saut           | Jadel Gregório Brésil       | 16,18 m        | Marcelo da Costa Brésil            | 15,72 m        | Julio Solarte Venezuela     | 14,99 m w      |
| Lancer du poids       | Daniel Muñoz Chili          | 15,78 m        | Mateus Monari Brésil               | 15,52 m        | Hugo Zambelli Argentine     | 15,39 m        |
| Lancer du disque      | Carlos Lodato Argentine     | 47,55 m        | Héctor Hurtado Venezuela           | 46,60 m        | Mateus Monari Brésil        | 46,22 m        |
| Lancer du marteau     | Fernando Crovetto Argentine | 58,37 m        | Lucas Andino Argentine             | 55,56 m        | Carlos Murúa Pérou          | 55,18 m        |
| Lancer du javelot     | Edwin Cuesta Venezuela      | 70,15 m        | Manuel Fuenmayor Venezuela         | 63,17 m        | Pablo Pietrobelli Argentine | 63,13 m        |
| Décathlon             | Eric Kerwitz Argentine      | 6 768 pts      | Ivan da Silva Brésil               | 6 489 pts      | Pablo Bustamente Argentine  | 6 473 pts      |
| 10 km marche          | Cristián Muñoz Chili        | 42 min 52 s 36 | Gustavo Restrepo Colombie          | 43 min 00 s 81 | Andrés Chocho Équateur      | 44 min 43 s 08 |
| Relais 4 × 100 mètres | Brésil                      | 40 s 97        | Venezuela                          | 41 s 46        | Chili                       | 41 s 58        |
| Relais 4 × 400 mètres | Venezuela                   | 3 min 13 s 25  | Brésil                             | 3 min 14 s 87  | Argentine                   | 3 min 15 s 21  |